# Nympharescus
Nympharescus là một chi bọ cánh cứng trong họ Chrysomelidae.
Chi này được miêu tả khoa học năm 1905 bởi Weise.

## Các loài
Các loài trong chi này gồm:
- Nympharescus albidipennis Weise, 1910
- Nympharescus emarginatus Weise, 1910
- Nympharescus oculletus Weise, 1910
- Nympharescus proteus Weise, 1913
- Nympharescus separatus (Baly, 1858)
- Nympharescus turbatus Weise, 1913